# ديفيد كولينز (محام بالقضاء العالي)
ديفيد كولينز (بالإنجليزية: David Collins)‏ هو محام بالقضاء العالي نيوزيلندي، ولد في 18 مارس 1954.